# Verband des Deutschen Drechsler- und Holzspielzeugmacherhandwerks
Der Verband des Deutschen Drechsler- und Holzspielzeugmacherhandwerks e.V. ist ein rechtsfähiger Verein mit Sitz in Fürth. Er sieht sich als der gemeinsame Interessenverband der deutschen Drechsler und Holzspielzeugmacher.
1879 erfolgte die Gründung in Hamburg. Mit der Novellierung der Handwerksordnung wurde der Name des Bundesverbandes in „Verband des Deutschen Drechsler- und Holzspielzeugmacherhandwerks e.V.“ umbenannt. Bundesinnungsmeister ist Walter Hoppe.

## Zweck und Aufgaben des Verbandes
Der Verband dient der einheitlichen Willensbildung in allen Berufsfragen seiner Mitglieder gegenüber allen Bundes – und sonstigen Verwaltungs- und Dienststellen in der Bundesrepublik Deutschland. Er hat die Aufgabe, die fachlichen, wirtschaftlichen, kulturellen und sozialen Belange der ihm angehörenden Betriebe wahrzunehmen und die gemeinsamen Angelegenheiten der ihm angeschlossenen Landesverbände bzw. Innungen der Einzelbetriebe zu vertreten.

## Mitgliedschaft
„Mitglied des Verbandes können die Landesfachverbände, die Innungen und Einzelbetriebe soweit in ihrem Bezirk weder eine Innung noch in ihrem Land ein Landesfachverband besteht, werden. Über Ausnahmefälle entscheidet der geschäftsführende Vorstand nach Anhörung der bezirklichen Handwerksorganisation.“

## Jahreshauptversammlung
Einmal jährlich (am dritten Wochenende nach Pfingsten) wird innerhalb des „Deutschen Drechslertages“, der an wechselnden Orten Deutschlands veranstaltet wird, zur ordentlichen Mitgliederversammlung geladen. Beratungen des Vorstandes finden mehrmals jährlich nach Bedarf statt.